# Samuel van Hoogstraten (politicus)
Samuel van Hoogstraten, heer van Hei- en Boeicop, Woubrugge, Jacobswoude en Rodenburg, (Utrecht, 31 mei 1756 – Rotterdam, 2 mei 1830) was een Nederlandse politicus.

## Familie
Van Hoogstraten, een telg uit de familie Van Hoogstraten, was een zoon van mr. Jan Willem van Hoogstraten (1722-1770), raadsheer van het Hof van Holland, en Maria Johanna Terwen, vrouwe van Hei- en Boeicop (1745-1780). Hij trouwde met Josina Catharina Meijners (1751-1793), uit welk huwelijk twee zoons en drie dochters werden geboren. Dochter Margaretha Gerardina (1786-1837) trouwde met jhr. mr. Hendrik Johan Caan, heer van Maurick, buitengewoon lid van de Tweede Kamer der Staten-Generaal. Van Hoogstraten hertrouwde met Anna Elisabeth Hoffman (1753-1828), waardoor hij zich verzwagerde met mr. Johan Hendrik Hoffmann, die onder meer lid van de Vergadering van Notabelen was.

## Loopbaan
Van Hoogstraten woonde in Rotterdam, waar hij meerdere bestuurlijke functies vervulde. Zo was hij er onder meer weesmeester (1784-1787), boonheer (1785), rekenmeester (1787) en commissaris van de Wijken. In 1787 werd hij, ondanks dat hij een gematigd man was, lid van het patriottisch comité, samen met onder anderen Pieter Paulus, Ocker Gevaerts en Bernardus Blok. Van 1787 tot 1795 was hij ambteloos, na de omwenteling werd hij hersteld in diverse functies. Hij werd daarnaast ook raadslid en wethouder in Rotterdam.
Hij was lid van de Vergadering van Provisionele Representanten van het Volk van Holland (1795) en het Intermediair administratief bestuur van Holland (1796-1798). Hij was lid van de Eerste (1798-1799) en Tweede Kamer (1799-1801) van het Vertegenwoordigend Lichaam en zat de vergadering een aantal malen voor. Van 1801 tot 1805 was hij lid van het Staatsbewind. Hij wees vervolgens een benoeming in het Wetgevend Lichaam af en ook een benoeming door koning Lodewijk Napoleon tot lid van de Staatsraad. De koning trok de benoeming niet in, maar ontsloeg Van Hoogstraten van de verplichting de vergaderingen te bezoeken.
Vanaf 1811 nam Van Hoogstraten weer publieke ambten aan. Hij werd president bij de rechtbank van eerste aanleg te Rotterdam (1811-1813) en lid van de algemene raad van het departement van de Monden van de Maas (1811-1813). Vervolgens was hij lid van het provisioneel bestuur en mede-burgemeester van Rotterdam (1813-1814). Van 2 mei 1814 tot 1 september 1815 was hij lid van de Staten-Generaal der Verenigde Nederlanden en van 21 september 1815 tot 20 oktober 1816 lid van de Tweede Kamer der Staten-Generaal.